# 네오펜테인
네오펜탄 또는 네오펜테인(Neopentane)은 2,2-디메틸프로판이라고도 불리는 물질로, 은 5개의 탄소 원자를 가진 이중 가지 사슬 알칸이다. 네오펜탄은 실온 및 압력에서 가연성 가스로 추운 날, 얼음 욕조에서 또는 더 높은 압력으로 압축되면 휘발성이 높은 액체로 응축될 수 있다.
네오펜탄은 4차 탄소를 가진 가장 단순한 알칸이며 비키랄 사면체 대칭을 가지고 있다. 이는 분자식 C5H12(펜탄)을 갖는 세 가지 구조 이성질체 중 하나이며, 나머지 두 개는 n-펜탄과 이소펜탄이다. 이 세 가지 중에서 표준 조건에서 가스인 유일한 것이다. 다른 것들은 액체이다.